# Tensione nominale
La tensione nominale di un sistema elettrico è il valore della tensione con il quale il sistema è denominato ed al quale sono riferite le caratteristiche elettriche di progetto e di funzionamento.
La tensione nominale di un impianto elettrico civile, ossia quello delle abitazioni, in Italia è di 230 V, ma può subire variazioni, entro dei limiti contrattualmente stabiliti con il fornitore.